# Paralelo 65 N
O Paralelo 65 N é um paralelo no 65° grau a norte do plano equatorial terrestre.
Começando pelo Meridiano de Greenwich e tomando a direção leste, o paralelo 65° Norte passa sucessivamente por:
| País, território ou mar  | Notas                                                                  |
| ------------------------ | ---------------------------------------------------------------------- |
| Oceano Ártico            | Mar da Noruega                                                         |
| Noruega                  |                                                                        |
| Suécia                   |                                                                        |
| Mar Báltico              | Golfo de Bótnia                                                        |
| Finlândia                | Ilha Hailuoto e continente                                             |
| Rússia                   |                                                                        |
| Mar Branco               | Baía Onega                                                             |
| Rússia                   | Ilhas Solovetsky                                                       |
| Mar Branco               | Baía Onega                                                             |
| Rússia                   | Península de Onega                                                     |
| Mar Branco               | Baía Dvina                                                             |
| Rússia                   |                                                                        |
| Oceano Pacífico          | Golfo de Anadyr, Mar de Bering                                         |
| Rússia                   | Península de Chukchi                                                   |
| Oceano Pacífico          | Estreito de Bering, passa a norte da ilha King, Alasca, Estados Unidos |
| Estados Unidos           | Alasca                                                                 |
| Canadá                   | Yukon Territórios do Noroeste, incluindo Grande Lago do Urso Nunavut   |
| Estreito de Roes Welcome |                                                                        |
| Canadá                   | Ilha Southampton, Nunavut                                              |
| Bacia de Foxe            |                                                                        |
| Canadá                   | Ilha Baffin, Nunavut                                                   |
| Oceano Atlântico         | Golfo de Cumberland, Mar do Labrador                                   |
| Canadá                   | Ilha Baffin, Nunavut                                                   |
| Oceano Atlântico         | Estreito de Davis, Mar do Labrador                                     |
| Gronelândia              |                                                                        |
| Oceano Atlântico         |                                                                        |
| Islândia                 |                                                                        |
| Oceano Ártico            | Mar da Noruega                                                         |